# Кайаджан, Фуат Хюсню
Фуат Хюсню Кайаджан (тур. Fuat Hüsnü Kayacan, урождённый Фуад Хюсню-бей, тур. Fuad Hüsnü bey; 1879, Константинополь — 16 ноября 1963, Стамбул) — турецкий футболист, тренер и арбитр. Игрок и один из основателей футбольного клуба «Блэк Стокингс», оказавшего значительное влияние на развитие собственно турецкого футбола в Османской империи. Выступал также за «Кадыкёй», «Моду», «Галатасарай» и «Фенербахче». Третий в истории главный тренер «Фенербахче». Кайаджан является первым в истории турецким футболистом, футболистом-легионером и футбольным арбитром.

## Биография
Фуад Хюсню-бей, младший сын османского адмирала Хюсейна Хюсню-паши, учился в военной школе Deniz Harp и свою судьбу, по примеру отца, должен был связать с военно-морским делом. Сойдясь в период обучения с британскими сверстниками, воспринял от них любовь к игре в футбол. Именно спорт, завезённый, как это водилось повсеместно на рубеже веков, в Османскую империю англичанами, стал приоритетным занятием для Фуад-бея. В 1899 году вместе со своими друзьями Мехметом Али и Решадом Даньялом, преподавателем константинопольского Колледжа Роберта, учебного заведения с демократической репутацией, он принимает активное участие в организации первого турецкого футбольного клуба «Блэк Стокингс» («Чёрные гольфы»). В условиях запрета на игру в футбол, равно как и на другие спортивные состязания, фактически, однако, не распространяющегося на владения иностранных учебных заведений на территории османского государства, первый матч нового коллектива, всё не складывающегося из неформального спортивного кружка с не вполне ясным назначением в полноценную футбольную команду, был сыгран лишь два года спустя. Английское название клуба преследовало целью ввести в заблуждение ревнителей установленных Абдулом-Хамидом II порядков; форма долженствовала отвести подозрения от содержания, выдавая турецкий клуб за типичный для соответствующего времени английский, или, по крайней мере, англо-турецкий. В реальном времени этот фокус, как показали дальнейшие события, не очень сработал, но в исторической перспективе отыгрался как следует, и в результате первый турецкий футбольный клуб по сей день то и дело значится как один из многих англо-турецких или англо-греческих с доминантой английского элемента. Так или иначе, укомплектованные одними турками, ведомые капитаном Даньялом и защитником-бомбардиром Фуад-беем, «Блэк Стокингс» в долгожданном матче, венчающем целенаправленную трёхмесячную подготовку и состоявшемся 26 октября 1901 года на «Поле союза», месте будущего «Шюкрю Сараджоглу», нарвались на разгром со счётом 1:5 от безымянной греческой команды; в своей дебютной игре Фуад отметился голом престижа за одну минуту до окончания встречи. Этот матч оказался единственным в истории «Блэк Стокингс»: нагрянувшая на одну из тренировок султанская полиция арестовала футболистов и разгромила какую-никакую инфраструктуру клуба. Арестованные вскорости были выпущены на свободу, харизматичный вольнодумец Даньял, для компрометации которого, судя по всему, вся облава и затевалась, был выслан из страны; желающих продолжать играть в футбол среди этнических турок, и без того не слишком расположенных к участию в порицаемых мусульманским обществом играх, по следам последних событий поубавилось, если не сошло на нет. Но Фуад-бей не опускал руки и, как представилась возможность, принял участие в формировании ещё одного футбольного клуба, но на этот раз преимущественно англо-греческого.
В 1902 году Фуад-бей, отныне в футбольных кругах известный под именем Бобби, данном ему английскими одноклубниками, начинает регулярно выходить на поле в составе «Кадыкёя», где турком был он один. Личным примером он подхлёстывал интерес к футболу среди соотечественников и, в конечном счёте, добился своего. Несмотря на постоянные угрозы ареста, с 1904 года процесс образования турецких футбольных коллективов запустился вновь; последующая младотурецкая революция фактически легализовала всё, что было создано и открыто в предшествующий период. Но если «Блэк Стокингс» уничтожили тогдашние власти, то удар по «Кадыкёю» нанесли его же футболисты, в результате конфликта в 1903 году расколовшиеся на две команды, одна из которых, к которой относился и Фуад, основала новый клуб. В качестве игрока преимущественно опять же англо-греческой «Моды» Фуад-бей принял участие в трёх первых турнирах Константинопольской воскресной лиги, первого футбольного турнира на территории Османской империи, последовательно занимая 3-е, 2-е и, в сезоне 1907/08, 1-е места. Интересный факт, связанный с его участием в 1907 году качестве судьи в матче между ставшими принципиальными соперниками «Кадыкёем» и «Модой», прибавил к неформальному титулу Фуада как первого турецкого футболиста ещё и не менее неформальный титул первого турецкого арбитра. В 1908 году по приглашению одного из основателей «Кадыкёя» Хорэса Эрмитэйджа Фуад присоединился к футбольной организации Галатасарайского лицея, уже с сезона 1908/09 установившей трёхлетнюю гегемонию в турецком футболе.
В 1912 году Фуад-бей был направлен с военной миссией в Великобританию, где задержался почти на два года. Профессиональное поручение привело к побочному, но историческому в контексте турецкого футбола результату: оказавшись в Англии, Фуад-бей оказался и в стихии английского футбола, которой не мог противостоять, а, неизбежно присоединившись к одному из клубов, хотя и низших дивизионов, османский офицер стал и первым турецким футболистом-легионером. Однако информация ни о количестве клубов, за которые Фуаду довелось поиграть за это время, ни о названиях этих клубов до настоящего времени не дошла. С началом мировой войны Фуад-бей вернулся на родину, где вновь сменил мундир на футбольную майку, став игроком «Фенербахче», являвшего собой третью после «Блэк Стокингса» и «Кадыкёя» попытку, оказавшуюся удачной, создания футбольного клуба в собственно районе Кадыкёй и, следовательно, не вполне для него чужого. Авторитет Фуад-бея в турецком футболе был уже столь велик, что спустя несколько месяцев после перехода в «Фенербахче» он, уже будучи капитаном команды, получил ещё и полномочия главного тренера.
В 1917 году Фуад-бей в последний раз вышел на поле в качестве игрока, а после 1921-го — занимался административной работой в клубе, сопряжаемой с журналистскими опытами в периодических изданиях.
В 1951 году Фуад Хюсню, ставший Кайаджаном, вернулся в «Галатасарай», где до конца жизни занимал различные управленческие должности.

## Достижения

### В качестве игрока
Мода
- Победитель Константинопольской воскресной лиги: 1907/08

Галатасарай
- Победитель Константинопольской воскресной лиги: 1908/09, 1909/10, 1910/11

Фенербахче
- Победитель Константинопольской воскресной лиги: 1913/14
- Победитель Константинопольской лиги: 1914/15

### В качестве тренера
Фенербахче
- Победитель Константинопольской лиги: 1914/15
- Победитель Константинопольской пятничной лиги: 1920/21

## Награды
- Золотая медаль по случаю 50-летия «Галатасарая»: 1956